# Jean-Louis Capezzali
Jean-Louis Capezzali (Saint-Étienne, 1959) és un oboista francès.

## Biografia
Capezzali començà els estudis musicals a l'edat de 9 anys amb el piano i descobrí l'oboè als 14 anys, quan escoltà un enregistrament dels concerts de Vivaldi interpretats per Pierre Pierlot. Després d'un any de curs a la Schola Cantorum de París, entra al CNR de Versalles on estudia oboè amb Gaston Longatte. Guanyà la medalla d'or i el premi d'honor, i hi obtingué el certificat d'aptitud com a professor d'oboè.
El 1979 va ser nomenat, a l'edat de vint anys, primer oboè solista dels Concerts Lamoureux. El 1984, passà a ser oboè supersolista a l'Orquestra filharmònica de Radio França. Va ser premiat als Concursos internacional de Ginebra (1982) i Praga (1986).
En 1988, després d'aconseguir el post de professor ajudant de la classe de Maurice Bourgue al Conservatori Nacional Superior de Música de Paris, el reemplaçà en qualitat de professor titular on entre d'altres alumnes tingué a Philippe Tondre, fins a traslladar-se al Conservatori de Ginebra. Després de 1998, impartí classes al Conservatori Nacional Superior de Música de Lió, on s'encarrega de la responsabilitat pedagògica del departament de vent de fusta. Realitzà anualment cursos de perfeccionament de pràctica instrumental i de música de cambra a "l'Escola Britten", a l'institut superior de música de Périgueux, i formà la futura generació d'oboistes a les acadèmies internacionals de Telč a la República Txeca, Musicalp a Courchevel, i al Festival Pablo Casals de Prades.
Paral·lelament a aquestes activitats, Capezzali realitza concerts de música de cambra i com a solista, que l'han portat a treballar amb formacions com l'Orquestra Nacional Bordeaux Aquitaine, l'Ensemble orquestral de París o l'Orquestra de cambra de Tolosa. Regularment és convidat a fer concerts i classes magistrals a la Xina, el Japó, Corea, Taiwan, Escandinàvia, Rússia, Alemanya, Espanya, Polònia, la República Txeca i els Estats Units, on representa l'escola de vent francesa.
Provador de la marca francesa d'oboès Buffet Crampon després de 1992, contribuix al desenvolupament de l'instrument. Toca amb oboès "Green-Line".

## Enregistraments
- Qigang Chen:[1] (Virgin Classics 2006)
- Jean Françaix, Georges Auric: Musique de chambre - Trios & sonates (Arion 2005)
- Charles Koechlin : Sonatines 1 et 2 (Gallo 2002)
- Kurtag; Florentz; Ligeti; Pesson (Arion 1998)
- Wagner: Siegfried Idyll in E WWV103 (Gallo 1996)
- Mozart: Divertimento K136, Oboe Concerto K314[2] amb l'Orchestre national Bordeaux Aquitaine (Forlane 1996)
- Schumann Kalliwoda, Johann Peter Pixis : The Romantic Oboe (Disques Pierre Verany 1994)
- I també : Milhaud, Prokófiev, Poulenc, Martinů, …